# 大久保智康
大久保智康，日本男編劇。日本編劇聯盟會員。

## 人物簡介
早年從參與動畫公司MADHOUSE的V Cinema作品的製作起家。後來在水上清資的介紹下參加動畫《小小雪精靈》的製作。在那之後，與山田靖智和木村真一郎一起參加過許多動畫作品。不僅如此，還曾和浦畑達彥合作。
此外，他也是著名的義大利恐怖電影導演Dario Argento的電影迷，並有成立電影研究會專門從事演講。

## 作品一覽

### 動畫
- VIRUS -VIRUS BUSTER SERGE-（日语：VIRUS）（1997年，編劇）
- 炸彈人 彈珠人爆外傳（1998年，編劇）
- 庫洛魔法使（1998年，編劇）
- 超級娃娃戰士★莉卡（1999年，編劇）
- 炸彈人 彈珠人爆外傳V（日语：Bビーダマン爆外伝V）（1999年－2000年，編劇）
- 向陽之樹（2000年，編劇）
- 戰鬥陀螺（2000年，編劇）
- 小小雪精靈（2001年，編劇）
- 華麗的機會（日语：チャンス〜トライアングルセッション〜）（2001年，編劇）
- 驚爆危機！（2001年，編劇）
- 笑園漫畫大王（2002年，編劇）
- Chobits（2002年，編劇）
- 魔力女管家 ～更美麗的事物～（2002年，編劇）
- 蒲公英之戀（2003年，編劇）
- 巨乳學園OVA（2003年，編劇）
- 月詠 -MOON PHASE-（2004年，編劇）
- 醜陋美世界（2004年，編劇）
- 魔法護士小麥（2004年，PS2版編劇）
- 天使心（2005年，編劇）
- 犬神！（2006年，編劇）
- 驅魔少年（2007年－2008年，編劇）
- 風之聖痕（2007年，編劇）
- Venus Versus Virus（2007年，編劇）
- 卡片鬥士翔（2008年－2009年，編劇）
- 魔力充電娘（2009年，編劇）
- SD鋼彈三國傳 BraveBattleWarriors（2010年，編劇）
- 更多出包王女（2010年，編劇）
- 卡片鬥爭!!先導者（2011年－2012年，編劇）
- 純白交響曲（2011年，腳本）
- 卡片鬥爭!! 先導者 亞洲巡迴賽篇（2012年－2013年，編劇）
- 卡片鬥爭!! 先導者 王牌連接篇（2013年，編劇）
- 斷裁分離的罪惡之剪（2013年，編劇）
- 爆音少女!!（2016年，編劇）
- 我的女友是個過度認真的處女bitch（2017年，編劇）
- 神統記（2025年，编剧）

### 實寫
- 隨心所欲吧！英雄計畫（1996年，編劇）
- 世紀末博狼傳（日语：世紀末博狼伝サガ）（1997年，編劇）
- 世紀末博狼傳（日语：世紀末博狼伝サガ） 麻雀裏地獄（1997年，編劇）
- 學笑怪談f（日语：学校の怪談 (テレビドラマ)）（1997年，編劇）
- MINDGAME（1998年，編劇／與田口浩正（日语：田口浩正）共同）
- 被遺忘的人們（2000年，飾演葬儀社男子）
- 害蟲（2002年，參演）
- Damned File（日语：ダムド・ファイル）（2003年，編劇）
- 刑事（2003年，企劃、製作、參演）
- 0093 女王陛下之草刈正雄（日语：0093 女王陛下の草刈正雄）（2006年，參演）
- D×TOWN（日语：D×TOWN） 『間諜特區』（2012年，參演）

### 書籍
- 日本電影史叢書8  ～J～（2008年）－『的評論寄稿